# Iglesia de Santiago (Amberes)
La Iglesia de Santiago (Sint-Jacobskerk) de Amberes fue construida entre 1491 y 1656 en estilo gótico de Brabante. Inicialmente el lugar era un hospital para los peregrinos de Santiago de Compostela. Los feligreses de la alta burguesía querían construir una torre que superase la altura de la catedral. Sin embargo, la altura finalmente se limitó a 55 metros, debido a la falta de dinero.
El interior de la iglesia es muy rico, con mármoles, más de veinte altares, pinturas de los maestros de Amberes y dos sepulcros imponentes de gran interés: Pedro Pablo Rubens decorado con una pintura pintada por él mismo, detrás del altar mayor de la capilla de Nuestra Señora y Francisco Marcos de Velasco y Alvear, español, nacido en Carasa, Cantabria, gobernador de Amberes entre 1679 y 1693. Andries Bosman, pintor de guirnaldas fue canónigo de esta iglesia en la que en 1642 contrajo matrimonio el también pintor Christoph Jacobsz. van der Lamen.

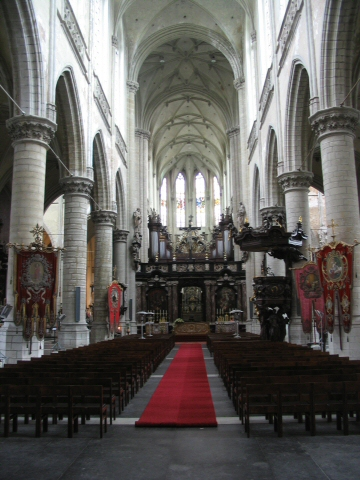
Vista de la nave central
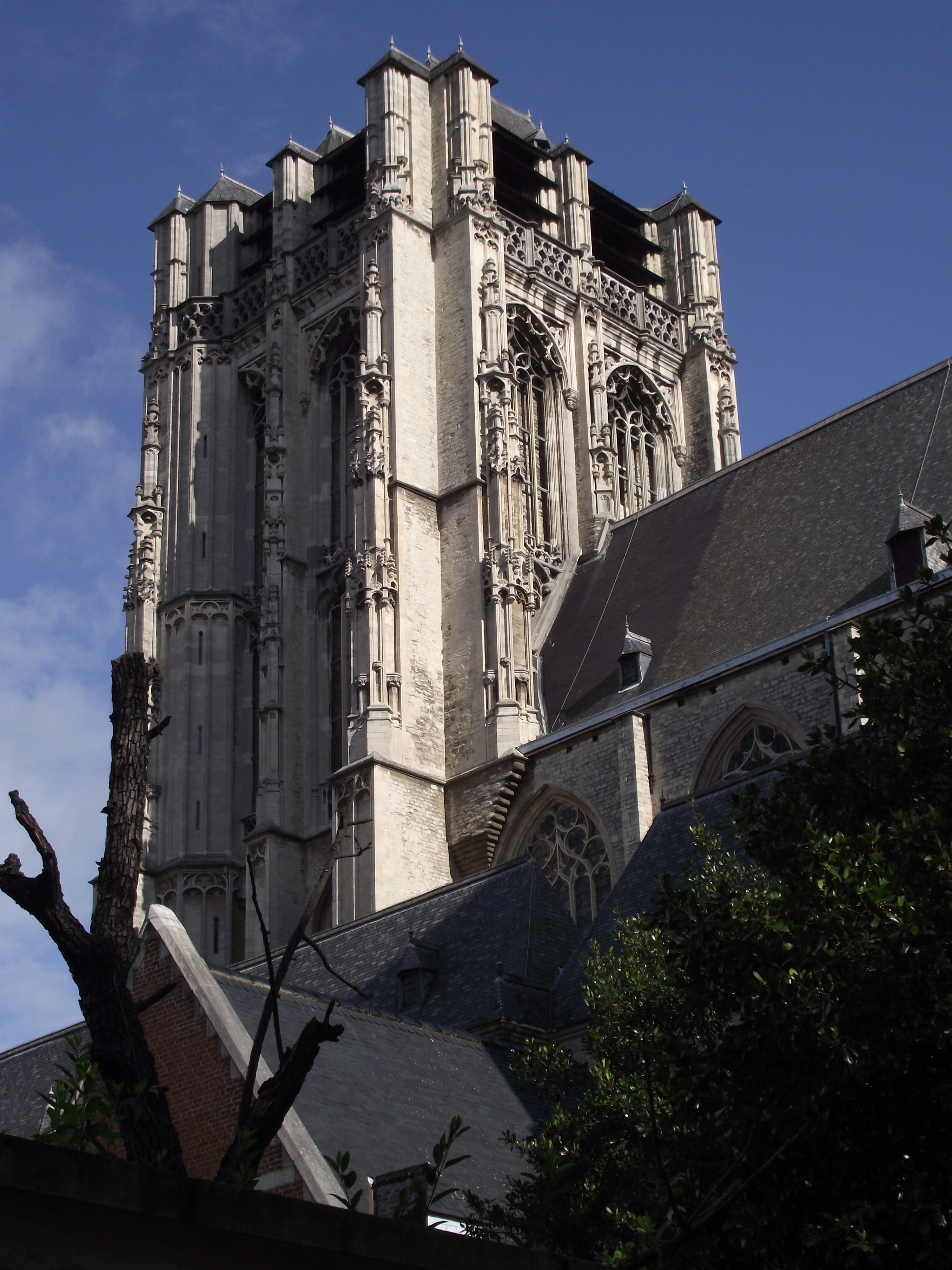
Vista de la torre inconclusa